# Liste des cantons français en Bretagne depuis 2015
Cet article présente et répertorie la liste des 102 cantons de la région Bretagne depuis 2015.

## Côtes-d’Armor (22) - 27 cantons
| Nom                | Bureau centralisateur | Communes                        | Communes |
| ------------------ | --------------------- | ------------------------------- | --- |
| Bégard             | Bégard                | 23                              | Bégard, Berhet, Brélidy, Caouënnec-Lanvézéac, Cavan, Coatascorn, Kermoroc'h, Landebaëron, Mantallot, Pédernec, Ploëzal, Plouëc-du-Trieux, Pluzunet, Pontrieux, Prat, Quemper-Guézennec, Quemperven, Runan, Saint-Clet, Saint-Laurent, Squiffiec, Tonquédec, Trégonneau. |
| Broons             | Broons                | 25                              | Broons, Caulnes, La Chapelle-Blanche, Éréac, Gomené, Guenroc, Guitté, Illifaut, Lanrelas, Laurenan, Loscouët-sur-Meu, Mégrit, Merdrignac, Mérillac, Plumaudan, Plumaugat, Rouillac, Saint-Jouan-de-l'Isle,, Saint-Maden, Saint-Vran, Sévignac, Trédias, Trémeur, Trémorel, Yvignac-la-Tour.                                                                                          |
| Callac             | Callac                | 28                              | Belle-Isle-en-Terre, Bourbriac, Bulat-Pestivien, Calanhel, Callac, Carnoët, La Chapelle-Neuve, Coadout, Duault, Gurunhuel, Kerien, Kerpert, Loc-Envel, Lohuec, Louargat, Maël-Pestivien, Magoar, Moustéru, Plésidy, Plougonver, Plourac'h, Plusquellec, Pont-Melvez, Saint-Adrien, Saint-Nicodème, Saint-Servais, Senven-Léhart, Tréglamus.                                          |
| Dinan              | Dinan                 | 5                               | Aucaleuc, Dinan, Quévert, Trélivan, Vildé-Guingalan. |
| Guingamp           | Guingamp              | 9                               | Goudelin, Grâces, Guingamp, Le Merzer, Pabu, Plouisy, Ploumagoar, Pommerit-le-Vicomte, Saint-Agathon. |
| Lamballe-Armor     | Lamballe-Armor        | 9 + fraction de Lamballe-Armor  | Andel, Coëtmieux, Hénansal, Lamballe-Armor, Landéhen, La Malhoure, Noyal, Pommeret, Quintenic, Saint-Rieul. |
| Lannion            | Lannion               | 3                               | Lannion, Ploulec'h, Rospez. |
| Lanvallay          | Lanvallay             | 17                              | Bobital, Brusvily, Calorguen, Les Champs-Géraux, Évran, Le Hinglé, Lanvallay, Pleudihen-sur-Rance, Plouasne, Le Quiou, Saint-André-des-Eaux, Saint-Carné, Saint-Hélen, Saint-Judoce, Saint-Juvat, Tréfumel, Trévron. |
| Loudéac            | Loudéac               | 8                               | La Chèze, Loudéac, Plémet, Plumieux, La Prénessaye, Saint-Barnabé, Saint-Étienne-du-Gué-de-l'Isle, Saint-Maudan. |
| Guerlédan          | Guerlédan             | 22                              | Allineuc, Caurel, Corlay, Gausson, Grâce-Uzel, Guerlédan, Le Haut-Corlay, Hémonstoir, Merléac, La Motte, Plouguenast-Langast, Plussulien, Le Quillio, Saint-Caradec, Saint-Connec, Saint-Gilles-Vieux-Marché, Saint-Hervé, Saint-Martin-des-Prés, Saint-Mayeux, Saint-Thélo, Trévé, Uzel.                                                                                            |
| Paimpol            | Paimpol               | 10                              | Île-de-Bréhat, Kerfot, Lanleff, Lanloup, Paimpol, Pléhédel, Ploubazlanec, Plouézec, Plourivo, Yvias. |
| Perros-Guirec      | Perros-Guirec         | 9                               | Kermaria-Sulard, Louannec, Perros-Guirec, Pleumeur-Bodou, Saint-Quay-Perros, Trébeurden, Trégastel, Trélévern, Trévou-Tréguignec. |
| Plaintel           | Plaintel              | 9                               | Le Bodéo, Hénon, Moncontour, Plaintel, Plémy, Plœuc-L'Hermitage, Quessoy, Saint-Carreuc, Trédaniel. |
| Plancoët           | Plancoët              | 17                              | Bourseul, Corseul, Créhen, Landébia, La Landec, Languédias, Languenan, Plancoët, Plélan-le-Petit, Plorec-sur-Arguenon, Saint-Jacut-de-la-Mer, Saint-Lormel, Saint-Maudez, Saint-Méloir-des-Bois, Saint-Michel-de-Plélan, Trébédan, Val-d'Arguenon. |
| Plélo              | Plélo                 | 22                              | Boqueho, Bringolo, Châtelaudren-Plouagat, Cohiniac, Le Fœil, La Harmoye, Lanfains, Lanrodec, Le Leslay, Plaine-Haute, Plélo, Plerneuf, Plouvara, Quintin, Saint-Bihy, Saint-Brandan, Saint-Fiacre, Saint-Gildas, Saint-Jean-Kerdaniel, Saint-Péver, Trégomeur, Le Vieux-Bourg. |
| Plénée-Jugon       | Plénée-Jugon          | 11                              | Bréhand, Jugon-les-Lacs, Le Mené, Penguily, Plédéliac, Plénée-Jugon, Plestan, Saint-Glen, Saint-Trimoël, Tramain, Trébry. |
| Pléneuf-Val-André  | Pléneuf-Val-André     | 14 + fraction de Lamballe-Armor | La Bouillie, Erquy, Fréhel, Hénanbihen, Lamballe-Armor, Matignon, Pléboulle, Pléneuf-Val-André, Plévenon, Plurien, Ruca, Saint-Alban, Saint-Cast-le-Guildo, Saint-Denoual, Saint-Pôtan. |
| Plérin             | Plérin                | 3                               | Plérin, Pordic, Trémuson. |
| Pleslin-Trigavou   | Pleslin-Trigavou      | 9                               | Beaussais-sur-Mer, Lancieux, Langrolay-sur-Rance, Pleslin-Trigavou, Plouër-sur-Rance, Saint-Samson-sur-Rance, Taden, Tréméreuc, La Vicomté-sur-Rance. |
| Plestin-les-Grèves | Plestin-les-Grèves    | 17                              | Lanvellec, Loguivy-Plougras, Plestin-les-Grèves, Plouaret, Ploubezre, Plougras, Ploumilliau, Plounérin, Plounévez-Moëdec, Plouzélambre, Plufur, Saint-Michel-en-Grève, Trédrez-Locquémeau, Tréduder, Trégrom, Trémel, Le Vieux-Marché. |
| Ploufragan         | Ploufragan            | 5                               | La Méaugon, Plédran, Ploufragan, Saint-Donan, Saint-Julien. |
| Plouha             | Plouha                | 17                              | Binic-Étables-sur-Mer, Le Faouët, Gommenec'h, Lannebert, Lantic, Lanvollon, Pléguien, Plouha, Plourhan, Pludual, Saint-Gilles-les-Bois, Saint-Quay-Portrieux, Tréguidel, Tréméven, Tressignaux, Tréveneuc, Trévérec. |
| Rostrenen          | Rostrenen             | 29                              | Canihuel, Glomel, Gouarec, Kergrist-Moëlou, Laniscat, Lanrivain, Lescouët-Gouarec, Locarn, Maël-Carhaix, Mellionnec, Le Moustoir, Paule, Perret, Peumerit-Quintin, Plélauff, Plévin, Plouguernével, Plounévez-Quintin, Rostrenen, Saint-Connan, Saint-Gelven, Saint-Gilles-Pligeaux, Saint-Igeaux, Saint-Nicolas-du-Pélem, Sainte-Tréphine, Trébrivan, Treffrin, Trémargat, Tréogan. |
| Saint-Brieuc-1     | Saint-Brieuc          | Fraction de Saint-Brieuc        | La première partie de Saint-Brieuc. |
| Saint-Brieuc-2     | Saint-Brieuc          | Fraction de Saint-Brieuc        | La seconde partie de Saint-Brieuc. |
| Trégueux           | Trégueux              | 4                               | Hillion, Langueux, Trégueux, Yffiniac. |
| Tréguier           | Tréguier              | 19                              | Camlez, Coatréven, Kerbors, Langoat, Lanmérin, Lanmodez, Lézardrieux, Minihy-Tréguier, Penvénan, Pleubian, Pleudaniel, Pleumeur-Gautier, Plougrescant, Plouguiel, La Roche-Jaudy, Trédarzec, Tréguier, Trézény, Troguéry. |

## Finistère (29) - 27 cantons
| Nom                       | Bureau centralisateur     | Communes                | Communes |
| ------------------------- | ------------------------- | ----------------------- | --- |
| Brest-1                   | Brest                     | Fraction de Brest       | La première partie de Brest. |
| Brest-2                   | Brest                     | Fraction de Brest       | La deuxième partie de Brest. |
| Brest-3                   | Brest                     | 1 + fraction de Brest   | Plouzané et la troisième partie de Brest. |
| Brest-4                   | Brest                     | 3 + fraction de Brest   | Bohars, Gouesnou, Guilers et la quatrième partie de Brest. |
| Brest-5                   | Brest                     | Fraction de Brest       | La dernière partie de Brest. |
| Briec                     | Briec                     | 18                      | Briec, Châteauneuf-du-Faou, Le Cloître-Pleyben, Coray, Edern, Gouézec, Landrévarzec, Landudal, Langolen, Lannédern, Laz, Lennon, Leuhan, Lothey, Pleyben, Saint-Goazec, Saint-Thois, Trégourez.                                                                       |
| Carhaix-Plouguer          | Carhaix-Plouguer          | 23                      | Berrien, Bolazec, Botmeur, Brasparts, Brennilis, Carhaix-Plouguer, Cléden-Poher, Collorec, La Feuillée, Huelgoat, Kergloff, Landeleau, Lopérec, Loqueffret, Motreff, Plonévez-du-Faou, Plounévézel, Plouyé, Poullaouen, Saint-Hernin, Saint-Rivoal, Scrignac, Spézet. |
| Concarneau                |                           | 6                       | Concarneau, Elliant, Melgven, Rosporden, Saint-Yvi, Tourc'h. |
| Crozon                    |                           | 18                      | Argol, Camaret-sur-Mer, Cast, Châteaulin, Crozon, Dinéault, Landévennec, Lanvéoc, Ploéven, Plomodiern, Plonévez-Porzay, Port-Launay, Quéménéven, Roscanvel, Saint-Coulitz, Saint-Nic, Telgruc-sur-Mer, Trégarvan.                                                     |
| Douarnenez                | Douarnenez                | 16                      | Audierne, Beuzec-Cap-Sizun, Cléden-Cap-Sizun, Confort-Meilars, Douarnenez, Goulien, Île-de-Sein, Le Juch, Kerlaz, Mahalon, Plogoff, Plouhinec, Pont-Croix, Pouldergat, Poullan-sur-Mer, Primelin.                                                                     |
| Fouesnant                 | Fouesnant                 | 8                       | Bénodet, Clohars-Fouesnant, Ergué-Gabéric, La Forêt-Fouesnant, Fouesnant, Gouesnach, Pleuven, Saint-Évarzec. |
| Guipavas                  | Guipavas                  | 3                       | Guipavas, Plougastel-Daoulas, Le Relecq-Kerhuon. |
| Landerneau                | Landerneau                | 9                       | La Forest-Landerneau, Landerneau, Lanneuffret, Pencran, Plouédern, La Roche-Maurice, Saint-Divy, Saint-Thonan, Trémaouézan. |
| Landivisiau               | Landivisiau               | 19                      | Bodilis, Commana, Guiclan, Guimiliau, Lampaul-Guimiliau, Landivisiau, Loc-Éguiner, Locmélar, Plougar, Plougourvest, Plounéventer, Plouvorn, Plouzévédé, Saint-Derrien, Saint-Sauveur, Saint-Servais, Saint-Vougay, Sizun, Trézilidé.                                  |
| Lesneven                  | Lesneven                  | 17                      | Le Drennec, Le Folgoët, Goulven, Guissény, Kerlouan, Kernilis, Kernouës, Lanarvily, Lesneven, Loc-Brévalaire, Ploudaniel, Plouguerneau, Plouider, Plounéour-Brignogan-Plages, Saint-Frégant, Saint-Méen, Trégarantec.                                                 |
| Moëlan-sur-Mer            | Moëlan-sur-Mer            | 8                       | Bannalec, Moëlan-sur-Mer, Névez, Pont-Aven, Riec-sur-Bélon, Scaër, Trégunc, Le Trévoux. |
| Morlaix                   | Morlaix                   | 10                      | Carantec, Henvic, Locquénolé, Morlaix, Pleyber-Christ, Plounéour-Ménez, Saint-Martin-des-Champs, Saint-Thégonnec Loc-Eguiner, Sainte-Sève, Taulé. |
| Plabennec                 | Plabennec                 | 13                      | Bourg-Blanc, Coat-Méal, Kersaint-Plabennec, Lampaul-Ploudalmézeau, Landéda, Landunvez, Lannilis, Plabennec, Ploudalmézeau, Plouguin, Plouvien, Saint-Pabu, Tréglonou.                                                                                                 |
| Plonéour-Lanvern          | Plonéour-Lanvern          | 16                      | Combrit, Gourlizon, Guiler-sur-Goyen, Île-Tudy, Landudec, Peumerit, Plogastel-Saint-Germain, Plomeur, Plonéour-Lanvern, Plovan, Plozévet, Pouldreuzic, Saint-Jean-Trolimon, Tréguennec, Tréméoc, Tréogat.                                                             |
| Plouigneau                | Plouigneau                | 16                      | Botsorhel, Le Cloître-Saint-Thégonnec, Garlan, Guerlesquin, Guimaëc, Lanmeur, Lannéanou, Locquirec, Plouégat-Guérand, Plouégat-Moysan, Plouezoc'h, Plougasnou, Plougonven, Plouigneau, Plourin-lès-Morlaix, Saint-Jean-du-Doigt.                                      |
| Pont-de-Buis-lès-Quimerch | Pont-de-Buis-lès-Quimerch | 17                      | Daoulas, Dirinon, Le Faou, Hanvec, L'Hôpital-Camfrout, Irvillac, Logonna-Daoulas, Loperhet, La Martyre, Ploudiry, Pont-de-Buis-lès-Quimerch, Rosnoën, Saint-Éloy, Saint-Ségal, Saint-Urbain, Tréflévénez, Le Tréhou.                                                  |
| Pont-l'Abbé               | Pont-l'Abbé               | 6                       | Guilvinec, Loctudy, Penmarc'h, Plobannalec-Lesconil, Pont-l'Abbé, Treffiagat. |
| Quimper-1                 | Quimper                   | 6 + fraction de Quimper | Guengat, Locronan, Plogonnec, Plomelin, Plonéis, Pluguffan et la première partie de Quimper. |
| Quimper-2                 | Quimper                   | Fraction de Quimper     | La seconde partie de Quimper. |
| Quimperlé                 | Quimperlé                 | 11                      | Arzano, Baye, Clohars-Carnoët, Guilligomarc'h, Locunolé, Mellac, Querrien, Quimperlé, Rédéné, Saint-Thurien, Tréméven. |
| Saint-Pol-de-Léon         | Saint-Pol-de-Léon         | 14                      | Cléder, Île-de-Batz, Lanhouarneau, Mespaul, Plouénan, Plouescat, Plougoulm, Plounévez-Lochrist, Roscoff, Saint-Pol-de-Léon, Santec, Sibiril, Tréflaouénan, Tréflez.                                                                                                   |
| Saint-Renan               | Saint-Renan               | 17                      | Brélès, Le Conquet, Île-Molène, Lampaul-Plouarzel, Lanildut, Lanrivoaré, Locmaria-Plouzané, Milizac-Guipronvel, Ouessant, Plouarzel, Plougonvelin, Ploumoguer, Plourin, Porspoder, Saint-Renan, Trébabu, Tréouergat.                                                  |

## Ille-et-Vilaine (35) - 27 cantons
| Nom                    | Bureau centralisateur  | Communes                   | Communes |
| ---------------------- | ---------------------- | -------------------------- | --- |
| Val-Couesnon           | Val-Couesnon           | 24                         | Andouillé-Neuville, Aubigné, Bazouges-la-Pérouse, Le Châtellier, Chauvigné, Feins, Maen Roch, Marcillé-Raoul, Montreuil-sur-Ille, Mouazé, Noyal-sous-Bazouges, Les Portes du Coglais, Rimou, Romazy, Saint-Aubin-d'Aubigné, Saint-Germain-en-Coglès, Saint-Hilaire-des-Landes, Saint-Marc-le-Blanc, Saint-Rémy-du-Plain, Sens-de-Bretagne, Le Tiercent, Val-Couesnon, Vieux-Vy-sur-Couesnon.                                                                                        |
| Bain-de-Bretagne       | Bain-de-Bretagne       | 20                         | Bain-de-Bretagne, La Bosse-de-Bretagne, Chanteloup, La Couyère, Crevin, La Dominelais, Ercé-en-Lamée, Grand-Fougeray, Lalleu, La Noë-Blanche, Pancé, Le Petit-Fougeray, Pléchâtel, Poligné, Saint-Sulpice-des-Landes, Sainte-Anne-sur-Vilaine, Saulnières, Le Sel-de-Bretagne, Teillay, Tresbœuf. |
| Betton                 | Betton                 | 6                          | Betton, Cesson-Sévigné, La Chapelle-des-Fougeretz, Chevaigné, Montgermont, Saint-Grégoire. |
| Bruz                   | Bruz                   | 5                          | Bruz, Chartres-de-Bretagne, Laillé, Noyal-Châtillon-sur-Seiche, Pont-Péan. |
| Châteaugiron           | Châteaugiron           | 11                         | Boistrudan, Châteaubourg, Châteaugiron, Domagné, Domloup, Louvigné-de-Bais, Noyal-sur-Vilaine, Piré-Chancé, Saint-Didier, Saint-Jean-sur-Vilaine, Servon-sur-Vilaine. |
| Combourg               | Combourg               | 24                         | La Baussaine, Bonnemain, Cardroc, La Chapelle-aux-Filtzméens, Combourg, Cuguen, Dingé, Les Iffs, Lanrigan, Longaulnay, Lourmais, Meillac, Mesnil-Roc'h, Plesder, Pleugueneuc, Québriac, Saint-Brieuc-des-Iffs, Saint-Domineuc, Saint-Léger-des-Prés, Saint-Thual, Tinténiac, Trémeheuc, Trévérien, Trimer. |
| Dol-de-Bretagne        | Dol-de-Bretagne        | 31                         | Baguer-Morvan, Baguer-Pican, La Boussac, Broualan, Châteauneuf-d'Ille-et-Vilaine, Cherrueix, Dol-de-Bretagne, Epiniac, La Fresnais, Hirel, Lillemer, Miniac-Morvan, Mont-Dol, Pleine-Fougères, Plerguer, Roz-Landrieux, Roz-sur-Couesnon, Sains, Saint-Benoît-des-Ondes, Saint-Broladre, Saint-Georges-de-Gréhaigne, Saint-Guinoux, Saint-Marcan, Saint-Père-Marc-en-Poulet, Saint-Suliac, Sougeal, Trans-la-Forêt, Le Tronchet, Vieux-Viel, La Ville-ès-Nonais, Le Vivier-sur-Mer. |
| Fougères-1             | Fougères               | 15 + fraction de Fougères  | Billé, La Chapelle-Saint-Aubert, Combourtillé, Gosné, Javené, Lécousse, Livré-sur-Changeon, Mézières-sur-Couesnon, Parcé, Rives-du-Couesnon, Romagné, Saint-Aubin-du-Cormier, Saint-Christophe-de-Valains, Saint-Ouen-des-Alleux, Saint-Sauveur-des-Landes et la première partie de Fougères. |
| Fougères-2             | Fougères               | 16 + fraction de Fougères  | La Bazouge-du-Désert, Beaucé, La Chapelle-Fleurigné, Le Ferré, Laignelet, Landéan, Le Loroux, Louvigné-du-Désert, Luitré, Mellé, Monthault, Parigné, Poilley, Saint-Georges-de-Reintembault, La Selle-en-Luitré, Villamée et la seconde partie de Fougères. |
| La Guerche-de-Bretagne | La Guerche-de-Bretagne | 31                         | Arbrissel, Argentré-du-Plessis, Availles-sur-Seiche, Bais, Brielles, Chelun, Coësmes, Domalain, Drouges, Eancé, Essé, Étrelles, Forges-la-Forêt, Gennes-sur-Seiche, La Guerche-de-Bretagne, Marcillé-Robert, Martigné-Ferchaud, Moulins, Moussé, Moutiers, Le Pertre, Rannée, Retiers, Saint-Germain-du-Pinel, Sainte-Colombe, La Selle-Guerchaise, Le Theil-de-Bretagne, Thourie, Torcé, Vergéal, Visseiche.                                                                       |
| Guichen                | Guichen                | 15                         | Baulon, Bourg-des-Comptes, Bovel, Les Brulais, La Chapelle-Bouëxic, Comblessac, Goven, Guichen, Guignen, Lassy, Loutehel, Mernel, Saint-Séglin, Saint-Senoux, Val d'Anast. |
| Janzé                  | Janzé                  | 10                         | Amanlis, Bourgbarré, Brie, Corps-Nuds, Janzé, Nouvoitou, Orgères, Saint-Armel, Saint-Erblon, Vern-sur-Seiche. |
| Liffré                 | Liffré                 | 9                          | Acigné, La Bouëxière, Brécé, Chasné-sur-Illet, Dourdain, Ercé-près-Liffré, Liffré, Saint-Sulpice-la-Forêt, Thorigné-Fouillard. |
| Melesse                | Melesse                | 15                         | Clayes, Gévezé, Guipel, Hédé-Bazouges, Langouet, Melesse, La Mézière, Montreuil-le-Gast, Parthenay-de-Bretagne, Saint-Germain-sur-Ille, Saint-Gilles, Saint-Gondran, Saint-Médard-sur-Ille, Saint-Symphorien, Vignoc. |
| Montauban-de-Bretagne  | Montauban-de-Bretagne  | 22                         | Bécherel, Bléruais, Boisgervilly, La Chapelle-Chaussée, La Chapelle-du-Lou-du-Lac, Le Crouais, Gaël, Irodouër, Landujan, Langan, Médréac, Miniac-sous-Bécherel, Montauban-de-Bretagne, Muel, Quédillac, Romillé, Saint-Malon-sur-Mel, Saint-Maugan, Saint-Méen-le-Grand, Saint-Onen-la-Chapelle, Saint-Pern, Saint-Uniac. |
| Montfort-sur-Meu       | Montfort-sur-Meu       | 15                         | Bédée, Breteil, Iffendic, Maxent, Monterfil, Montfort-sur-Meu, La Nouaye, Paimpont, Plélan-le-Grand, Pleumeleuc, Saint-Gonlay, Saint-Péran, Saint-Thurial, Talensac, Treffendel. |
| Redon                  | Redon                  | 15                         | Bains-sur-Oust, Bruc-sur-Aff, La Chapelle-de-Brain, Guipry-Messac, Langon, Lieuron, Lohéac, Pipriac, Redon, Renac, Saint-Ganton, Saint-Just, Saint-Malo-de-Phily, Sainte-Marie, Sixt-sur-Aff. |
| Rennes-1               | Rennes                 | Fraction de Rennes         | La première partie de Rennes |
| Rennes-2               | Rennes                 | Fraction de Rennes         | La deuxième partie de Rennes |
| Rennes-3               | Rennes                 | 1 + fraction de Rennes     | Chantepie et la troisième partie de Rennes. |
| Rennes-4               | Rennes                 | Fraction de Rennes         | La quatrième partie de Rennes |
| Rennes-5               | Rennes                 | 1 + fraction de Rennes     | Saint-Jacques-de-la-Lande et la cinquième partie de Rennes. |
| Rennes-6               | Rennes                 | 1 + fraction de Rennes     | Pacé et la dernière partie de Rennes. |
| Le Rheu                | Le Rheu                | 9                          | Bréal-sous-Montfort, La Chapelle-Thouarault, Chavagne, Cintré, L'Hermitage, Mordelles, Le Rheu, Le Verger, Vezin-le-Coquet. |
| Saint-Malo-1           | Saint-Malo             | 4 + fraction de Saint-Malo | Cancale, La Gouesnière, Saint-Coulomb, Saint-Méloir-des-Ondes et la première partie de Saint-Malo. |
| Saint-Malo-2           | Saint-Malo             | 7 + fraction de Saint-Malo | Dinard, Le Minihic-sur-Rance, Pleurtuit, La Richardais, Saint-Briac-sur-Mer, Saint-Jouan-des-Guérets, Saint-Lunaire et la seconde partie de Saint-Malo. |
| Vitré                  | Vitré                  | 22                         | Balazé, Bréal-sous-Vitré, Champeaux, La Chapelle-Erbrée, Châtillon-en-Vendelais, Cornillé, Erbrée, Landavran, Marpiré, Mecé, Mondevert, Montautour, Montreuil-des-Landes, Montreuil-sous-Pérouse, Pocé-les-Bois, Princé, Saint-Aubin-des-Landes, Saint-Christophe-des-Bois, Saint-M'Hervé, Taillis, Val-d'Izé, Vitré. |

## Morbihan(56) - 21 cantons
| N° | Nom du Canton | Nombre de communes   | Communes composant le canton |
| -- | ------------- | -------------------- | --- |
| 1  | Auray         | 7                    | Auray, Crach, Locmariaquer, Plumergat, Pluneret, Saint-Philibert, Sainte-Anne-d'Auray. |
| 2  | Gourin        | 29                   | Berné, Cléguérec, Le Croisty, Le Faouët, Gourin, Guémené-sur-Scorff, Guiscriff, Kergrist, Kernascléden, Langoëlan, Langonnet, Lanvénégen, Lignol, Locmalo, Malguénac, Meslan, Neulliac, Persquen, Ploërdut, Plouray, Priziac, Roudouallec, Le Saint, Saint-Aignan, Saint-Caradec-Trégomel, Saint-Tugdual, Sainte-Brigitte, Séglien, Silfiac. |
| 3  | Grand-Champ   | 19                   | Brandivy, Bréhan, La Chapelle-Neuve, Colpo, Crédin, Grand-Champ, Locmaria-Grand-Champ, Locminé, Locqueltas, Moustoir-Ac, Moustoir-Remungol, Naizin, Plaudren, Pleugriffet, Plumelin, Radenac, Réguiny, Remungol, Rohan. |
| 4  | Guer          | 26                   | Allaire, Augan, Béganne, Beignon, Carentoir, La Chapelle-Gaceline, Cournon, Les Fougerêts, La Gacilly, Glénac, Guer, Monteneuf, Peillac, Porcaro, Quelneuc, Réminiac, Rieux, Saint-Gorgon, Saint-Jacut-les-Pins, Saint-Jean-la-Poterie, Saint-Malo-de-Beignon, Saint-Martin-sur-Oust, Saint-Perreux, Saint-Vincent-sur-Oust, Théhillac, Tréal. |
| 5  | Guidel        | 11                   | Bubry, Calan, Cléguer, Gestel, Guidel, Inguiniel, Inzinzac-Lochrist, Lanvaudan, Plouay, Pont-Scorff, Quistinic. |
| 6  | Hennebont     | 6                    | Hennebont, Kervignac, Languidic, Locmiquélic, Port-Louis, Riantec. |
| 7  | Lanester      | 2                    | Caudan, Lanester. |
| 8  | Lorient-1     | fraction Lorient     | Partie de la commune de Lorient située au nord d'une ligne définie par l'axe des voies et limites suivantes : depuis la limite territoriale de la commune de Ploemeur, rue de Lanveur, rue de Kerjulaude, rue de Merville, avenue Jean-Jaurès, avenue Anatole-France, avenue du Faouedic, boulevard du Général-Leclerc, boulevard Emmanuel-Svob, boulevard d'Oradour-sur-Glane, ligne de chemin de fer, rue Etienne-Guillamet, ligne droite perpendiculaire à la rue Louis-Guiguen, au niveau de l'extrémité de la rue Henri-Sellier, jusqu'à la limite territoriale de la commune de Lanester. |
| 9  | Lorient-2     | 1 + fraction Lorient | 1° La commune suivante : Groix. 2° La partie de la commune de Lorient non incluse dans le canton de Lorient-1. |
| 10 | Moréac        | 24                   | Bignan, Billio, Bohal, Buléon, Caro, La Chapelle-Caro, Guéhenno, Lizio, Malestroit, Missiriac, Moréac, Pleucadeuc, Plumelec, Le Roc-Saint-André, Ruffiac, Saint-Abraham, Saint-Allouestre, Saint-Congard, Saint-Guyomard, Saint-Jean-Brévelay, Saint-Laurent-sur-Oust, Saint-Marcel, Saint-Nicolas-du-Tertre, Sérent. |
| 11 | Muzillac      | 15                   | Ambon, Arzal, Billiers, Camoël, Damgan, Férel, Le Guerno, Marzan, Muzillac, Nivillac, Noyal-Muzillac, Péaule, Pénestin, La Roche-Bernard, Saint-Dolay. |
| 12 | Plœmeur       | 3                    | Larmor-Plage, Ploemeur, Quéven. |
| 13 | Ploërmel      | 32                   | Brignac, Campénéac, Concoret, La Croix-Helléan, Cruguel, Évriguet, Les Forges, Gourhel, La Grée-Saint-Laurent, Guégon, Guillac, Guilliers, Helléan, Josselin, Lanouée, Lantillac, Loyat, Mauron, Ménéac, Mohon, Monterrein, Montertelot, Néant-sur-Yvel, Ploërmel, Quily, Saint-Brieuc-de-Mauron, Saint-Léry, Saint-Malo-des-Trois-Fontaines, Saint-Servant, Taupont, Tréhorenteuc, La Trinité-Porhoët. |
| 14 | Pluvigner     | 11                   | Brandérion, Brech, Camors, Gâvres, Landaul, Landévant, Merlevenez, Nostang, Plouhinec, Pluvigner, Sainte-Hélène. |
| 15 | Pontivy       | 16                   | Baud, Bieuzy, Croixanvec, Gueltas, Guénin, Guern, Kerfourn, Melrand, Noyal-Pontivy, Pluméliau, Pontivy, Saint-Barthélemy, Saint-Gérand, Saint-Gonnery, Saint-Thuriau, Le Sourn. |
| 16 | Questembert   | 16                   | Berric, Caden, Le Cours, Elven, Larré, Lauzach, Limerzel, Malansac, Molac, Pluherlin, Questembert, Rochefort-en-Terre, Saint-Gravé, Sulniac, Trédion, La Vraie-Croix. |
| 17 | Quiberon      | 16                   | Bangor, Belz, Carnac, Erdeven, Étel, Hœdic, Île-d'Houat, Locmaria, Locoal-Mendon, Le Palais, Ploemel, Plouharnel, Quiberon, Saint-Pierre-Quiberon, Sauzon, La Trinité-sur-Mer. |
| 18 | Séné          | 11                   | Arzon, Le Hézo, Noyalo, Saint-Armel, Saint-Gildas-de-Rhuys, Sarzeau, Séné, Surzur, Theix, Le Tour-du-Parc, La Trinité-Surzur. |
| 19 | Vannes-1      | fraction Vannes      | Partie centrale de la commune de Vannes située : 1° À l'est d'une ligne définie par l'axe des voies et limites suivantes : depuis la limite territoriale de la commune d'Arradon, boulevard des Iles (route départementale 101), rue Jérôme-d'Arradon, rue Pasteur, rue Jeanne-d'Arc, rue Joseph-Sauveur, rue Albert-Ier, rue Victor-Basch, rue Henri-Dunant (résidences Henri-Dunant et François-Fromentin exclues), rue du Lieutenant-François-Fromentin, rue Hélène-Boucher, rue Louis-Martin-Chauffier (résidence Gwened-II exclue), rue Winston-Churchill, rue Gillot-de-Kerarden, rue Guillaume-Le Bartz, rue Michel-de-Montaigne, rue Winston-Churchill, chemin des Salines, jusqu'à la pointe des Emigrés ; 2° À l'ouest d'une ligne définie par l'axe des voies et limites suivantes : depuis la limite territoriale de la commune de Saint-Avé, ligne de chemin de fer, avenue Favrel-et-Lincy, rue des Quatre-Frères-Creach, rue des deux-Frères-Joubaud, allée Aimé-Césaire, rue Anatole-Le-Braz, rue Ernest-Renan (limite caserne/zone d'habitat), avenue de Verdun, rue de Saint-Gildas (limite caserne/zone d'habitat), avenue Edouard-Herriot, boulevard de la Paix, place du Maréchal-Lyautey, rue du Lieutenant-Colonel-Maury, rue Francis-Decker, rue Jehan-de-Bazvalan, rue Jean-Martin, rue Alfred-Roth, rue des Ursulines, rue Monseigneur-Tréhiou, rue Jean-Jaurès (route départementale 199), avenue Raymond-Marcellin, jusqu'à la limite territoriale de la commune de Séné. |
| 20 | Vannes-2      | 9 + fraction Vannes  | 1° Les communes suivantes : Arradon, Baden, Bono, Île-aux-Moines, Île-d'Arz, Larmor-Baden, Plescop, Ploeren, Plougoumelen. 2° La partie de la commune de Vannes située à l'ouest d'une ligne définie par l'axe des voies et limites suivantes : depuis la limite territoriale de la commune d'Arradon, boulevard des Îles (route départementale 101), rue Jérôme-d'Arradon, rue Pasteur, rue Jeanne-d'Arc, rue Joseph-Sauveur, rue Albert-Ier, rue Victor-Basch, rue Henri-Dunant (résidences Henri-Dunant et François-Fromentin incluses), rue du Lieutenant-François-Fromentin, rue Hélène-Boucher, rue Louis-Martin-Chauffier (résidence Gwened-II incluse), rue Winston-Churchill, rue Gillot-de-Kerarden, rue Guillaume-Le Bartz, rue Michel-de-Montaigne, rue Winston-Churchill, chemin des Salines, jusqu'à la pointe des Émigrés. |
| 21 | Vannes-3      | 5 + fraction Vannes  | 1° Les communes suivantes : Meucon, Monterblanc, Saint-Avé, Saint-Nolff, Treffléan. 2° La partie de la commune de Vannes non incluse dans les cantons de Vannes-1 et de Vannes-2. |